# Forever Country

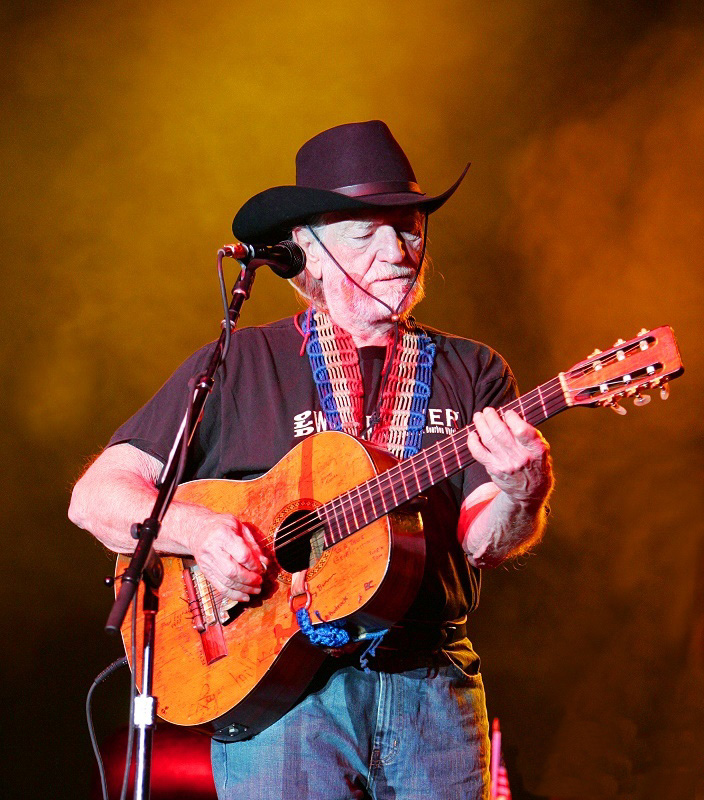
Вилли Нельсон, одна из легенд кантри, участвовавших в записи.

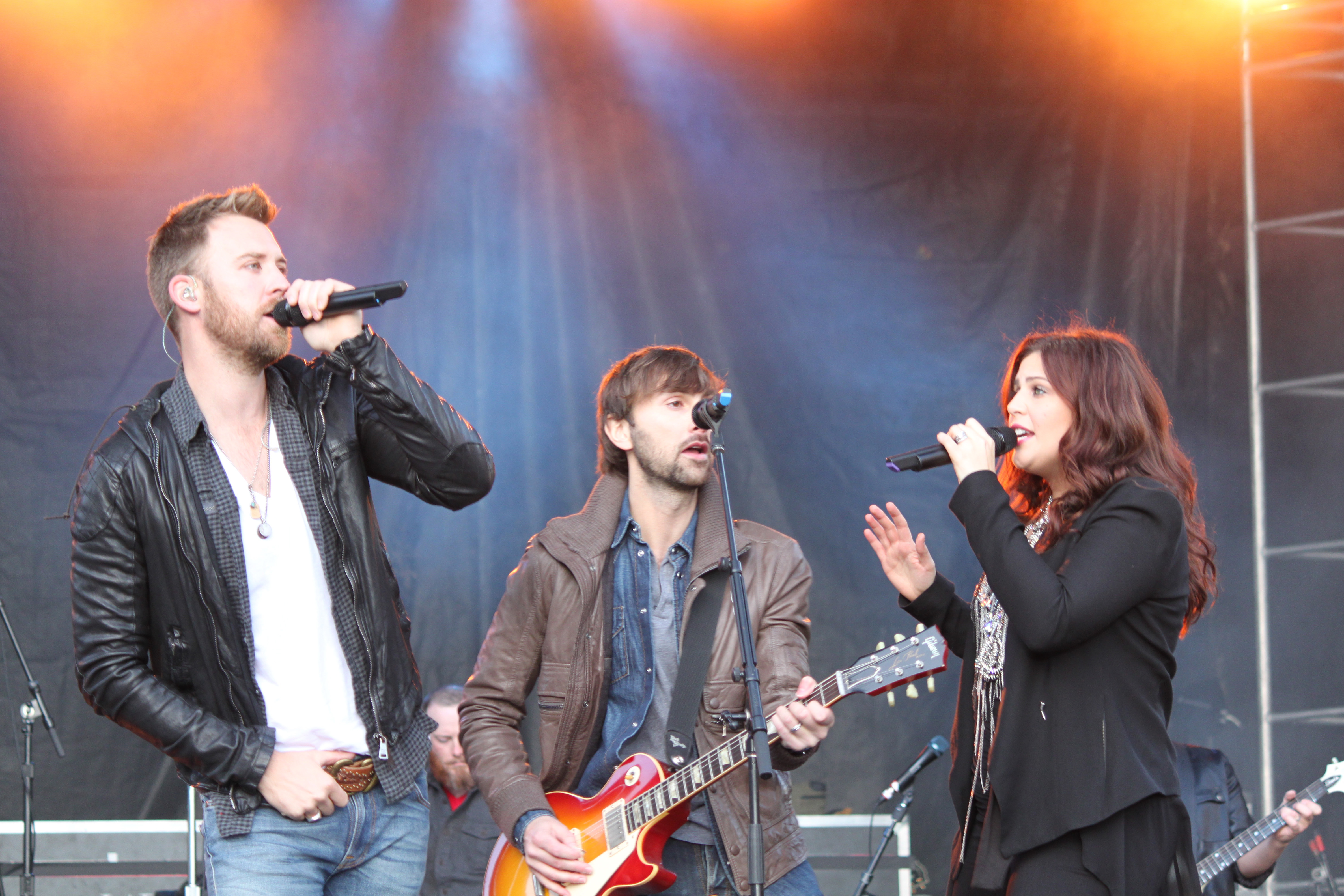
Lady Antebellum, одна из трёх групп, участвовавших в записи видеоклип (наряду с Alabama и Little Big Town).

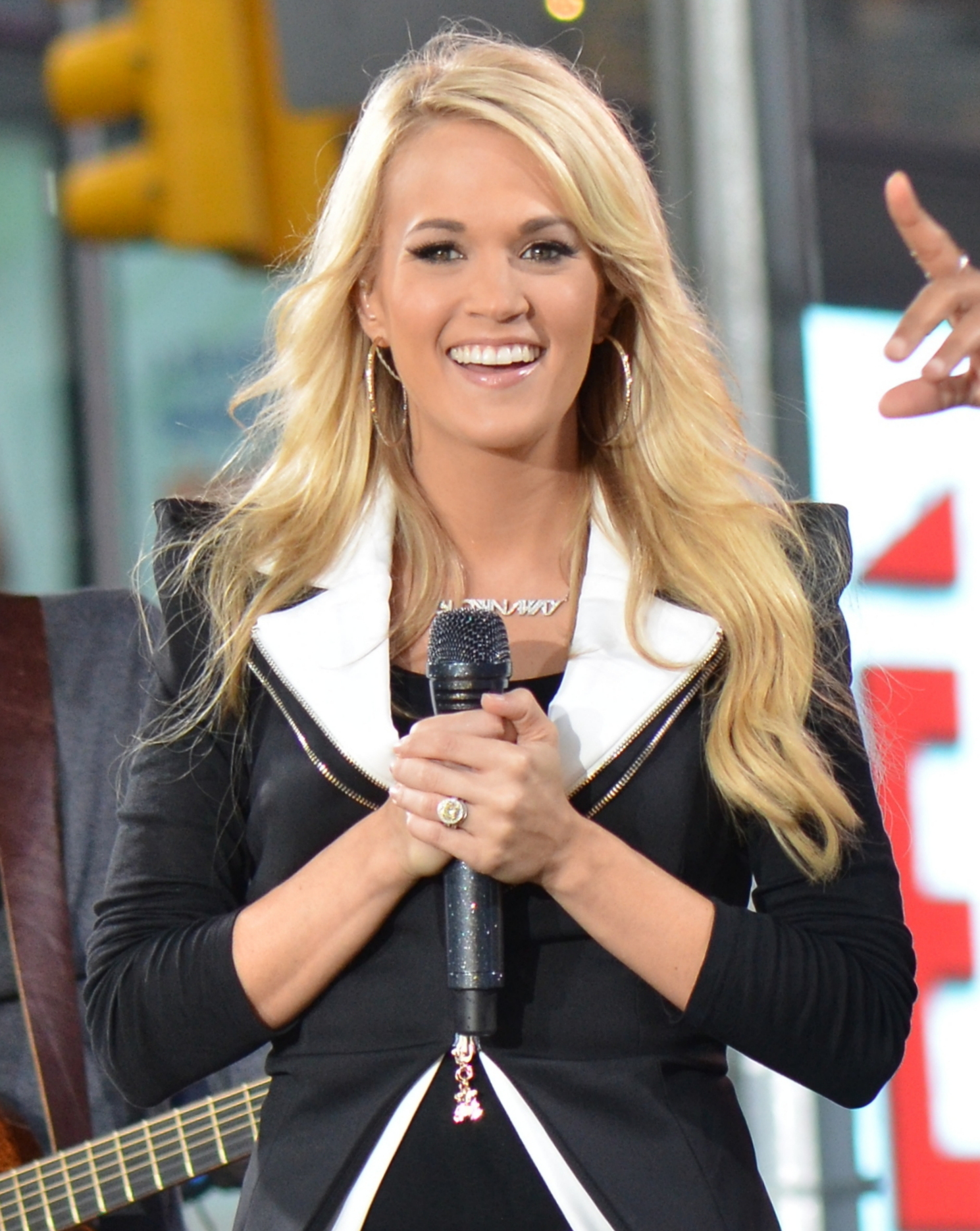
Кэрри Андервуд открывала финальную часть с песней «I Will Always Love You».

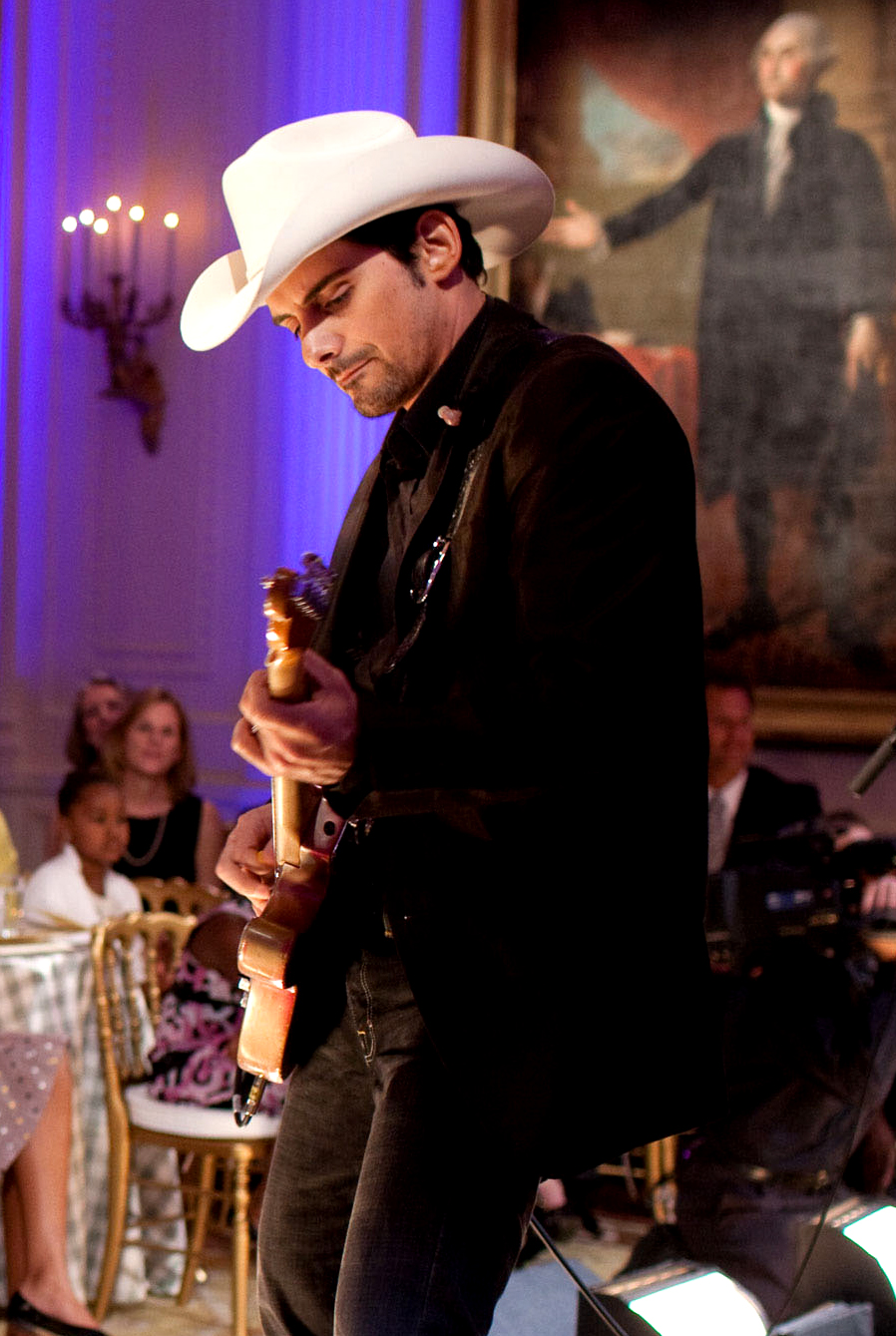
Брэд Пейсли начинал песню.

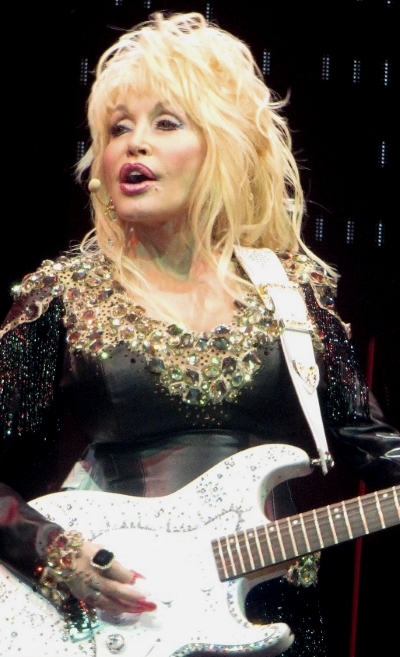
Долли Партон закрывала финальную часть с песней «I Will Always Love You».

«Forever Country» — песня-попурри в исполнении группы из 30 американских кантри-звёзд (Artists of Then, Now, and Forever), вышедшая 16 сентября 2016 года и посвящённая 50-летию вручения наград Country Music Association Awards, лауреатами которой все они и являются. В записи участвовали представители разных поколений музыки кантри, включая таких легендарных ветеранов как Вилли Нельсон (83 года), Долли Партон (70 лет), Джордж Стрейт (64), группа Alabama, так и многие другие (Блейк Шелтон, Люк Брайан, Брэд Пейсли, Кэрри Андервуд, Lady Antebellum, Кейси Масгрейвс). Авторами ставших классическими трёх знаменитых песен, лежащих в основе попурри были Джон Денвер, Билл Даноф, Тэффи Ниверт («Take Me Home, Country Roads», 1971), Вилли Нельсон («On the Road Again», 1980), Долли Партон («I Will Always Love You», 1974).
2 апреля 2017 года видеоклип этой песни выиграл награду 2016 ACM Award в категории «Video of the Year».

## История
«Forever Country» достиг позиции № 1 в американском хит-параде кантри-музыки Billboard Hot Country Songs, и позиции № 21 Billboard Hot 100. Релиз «Forever Country» прошёл 16 сентября 2016 года на кантри-радио через отделение MCA Nashville группы Universal Music Group Nashville. Сингл дебютировал на позиции № 1 в американском хит-параде кантри-музыки Billboard Hot Country Songs в чарте с 8 октября, став только третьей в истории песней (с запуска чарта в октябре 1958 года), сразу попавшей на вершину кантри-чарта. Первым таким рекордсменом (сразу на № 1) стал Гарт Брукс с песней «More Than a Memory» (15 сентября 2007 года, но тогда учитывались только радиоэфиры; эта баллада собрала 36,3 млн прослушиваний аудитории). Вторым стал певец Craig Wayne Boyd, победитель седьмого сезона программы Голос (NBC’s The Voice) с песней № 1 «My Baby’s Got a Smile on Her Face» (3 января 2015 года; тогда чарт с 20 октября 2012 года был основан на всех трёх форматах учёта: радиоэфиры, продажи и стриминг; успех был достигнут в первую неделю и почти только за счёт 99,000 продаж).
Тираж «Forever Country» составил 93,000 цифровых загрузок и 5,7 млн по стримингу в первую неделю. Он также дебютировал на позиции № 1 в чартах Country Digital Song Sales и Country Streaming Songs.
В основном мультижанровом гибридном американском хит-параде Billboard Hot 100 сингл дебютировал на позиции № 21 с 8 октября 2016. Также он дебютировал в радиоэфирном кантри-чарте Country Airplay на позиции № 39 с 1 октября 2016,, и с 8 октября поднялся на позицию № 33.
Основой «Forever Country» послужили три классические кантри-песни. Это «Take Me Home, Country Roads» (1971, авторы: Джон Денвер, Билл Даноф и Тэффи Ниверт),
«On the Road Again» (1980, автор  Вилли Нельсон) и «I Will Always Love You» (автор Долли Партон, 1974). Причём две последние песни  уже занимали ранее позицию № 1 в кантри-чарте.

## Музыкальное видео
Режиссёром музыкального видео выступил известный американский режиссёр музыкальных видео Джозеф Кан. Снят он в технологии хромакей, путём совмещения нескольких изображений и кадров в одной композиции. Съёмки проходили в Нашвилле (Теннесси) за три дня в июне 2016 года во время фестиваля CMA Music Festival. Премьера 90-секундного отрывка состоялась 20 сентября 2016 года в программе Танцы со звёздами (США) (англ. Dancing with the Stars) компании ABC. За день до этого для группы журналистов и продюсеров и членов коллегии CMA состоялась эксклюзивная премьера клипа.

## Состав исполнителей
Список в порядке появления в видеоклипе:
- Brad Paisley
- Keith Urban
- Tim McGraw
- Faith Hill
- Little Big Town
- Luke Bryan
- Miranda Lambert
- Randy Travis (не поёт)
- Blake Shelton
- George Strait
- Kacey Musgraves
- Eric Church
- Ronnie Milsap
- Чарли Прайд
- Dierks Bentley
- Trisha Yearwood
- Lady Antebellum
- Carrie Underwood
- Darius Rucker
- Martina McBride
- Jason Aldean
- Rascal Flatts
- Willie Nelson
- Brooks & Dunn
- Alabama
- Brett Eldredge
- Reba McEntire
- Alan Jackson
- Vince Gill
- Dolly Parton

## Чарты

### Еженедельные чарты
| Чарт (2016)                                            | Высшая позиция |
| ------------------------------------------------------ | -------------- |
| Австралия (ARIA)                                       | 26             |
| Канада (Billboard Canadian Hot 100)                    | 25             |
| Канада (Billboard Country)                             | 34             |
| New Zealand Heatseekers (Recorded Music NZ)            | 1              |
| Шотландия (OCC Scotland)                               | 29             |
| Великобритания, UK Downloads (Official Charts Company) | 58             |
| США, Billboard Hot 100                                 | 21             |
| США, Country Airplay (Billboard)                       | 32             |
| США, Hot Country Songs (Billboard)                     | 1              |

## Сертификации
| Регион | Сертификация | Продажи |
| --- | ------------ | ------- |
| США (RIAA) | Золотой      | 500 000 |
| * Данные о продажах приведены только на основе сертификации. ^ Данные о тиражах приведены только на основе сертификации. |              |         |